# Raymond Bordeaux
Pour les articles homonymes, voir Bordeaux (homonymie).
Jacques-Hippolyte Raymond Bordeaux, né le 5 juin 1821 à Lisieux et mort le 10 avril 1877 à Amélie-les-Bains, est un jurisconsulte, archéologue et bibliophile français.

## Biographie
Son père, Jacques Bordeaux, magistrat instruit, voulut être son seul maître, et, indépendamment des humanités et des auteurs classiques, lui enseigna les éléments de l’hébreu et de l’italien. Aussi Bordeaux conquit de bonne heure et sans difficulté les diplômes de bachelier ès lettres et de bachelier ès sciences physiques. Il suivit ensuite les cours de la faculté de droit de Caen. Légitimiste, comme toute sa famille, ses principes politiques l’éloignèrent des carrières administratives, et, après avoir conquis, en 1840, la grande médaille d’or dans le concours entre docteurs en droit, il vint se faire inscrire au barreau d’Évreux, ville que son père habitait, où lui-même a constamment résidé, et où ont eu lieu ses obsèques.
Pendant son séjour à Caen, il se trouva en rapport avec Arcisse de Caumont, qui sut bien vite tirer parti de ses aptitudes diverses au bénéfice des œuvres qu’il avait fondées. Le Bulletin monumental (Caen, Hardel et Le Blanc-Hardel) de 1845 à 1870, renferme un nombre considérable de mémoires critiques ou de descriptions archéologiques dus à sa plume mordante, et parfois illustrés de ses dessins, car il maniait habilement le crayon et gravait à l’eau-forte avec beaucoup de goût. Les comptes rendus des Congrès scientifiques analysent ses substantielles improvisations sur les sujets les plus variés, qui faisaient un des attraits de ces réunions, auxquelles le Gouvernement impérial jugea bon de faire concurrence en créant les réunions annuelles de la Sorbonne.
Un grand nombre de sociétés savantes, même étrangères, voulurent le compter parmi leurs membres : l’Académie de Caen, les Antiquaires de France, les Antiquaires de Normandie, la Société bibliographique, la Société libre d’émulation de Rouen, l’Académie royale d’archéologie de Belgique, celle du Limbourg, l’Institut des provinces, les Antiquaires du centre, les Bibliophiles normands, etc. En même temps, on sollicitait de tous côtés sa collaboration pour des publications savantes spéciales. Celles dans lesquelles il a écrit avec le plus d’assiduité, sont, outre le Bulletin monumental, L'Annuaire normand, La Revue de l’art chrétien, Le Bulletin du bouquiniste d'Aubry ou encore Le Journal des Beaux-Arts de Belgique.
En 1849, l’Académie de Rouen lui décerna le prix Gossier, pour son travail sur les Arts et les artistes en Normandie. En 1853, la même académie couronnait encore son mémoire sur les Origines et transformations du dialecte normand au Moyen Âge et sa part dans la constitution définitive des langues anglaise et française actuelles. Malheureusement, ces deux ouvrages sont restés manuscrits. Bordeaux fut également deux fois lauréat de l’Académie des sciences morales et politiques : d’abord pour un ouvrage fort étendu intitulé : Philosophie de la procédure civile, mémoire sur la réformation de la justice, in-8° de 613 p., 1857 ; puis, bientôt après, pour un mémoire analogue traitant des Réformes administratives, qui ne fut pas imprimé. Ces succès le firent appeler comme collaborateur à la rédaction du Code sarde dont la sage économie disparut bientôt dans la fièvre des annexions, mais qui lui valut la croix de l’ordre des Saints-Maurice-et-Lazare.
Malade, les médecins jugèrent opportun, au commencement de l’hiver de 1876, de l’envoyer sous un ciel moins nébuleux et plus sec. Il alla donc s’établir au fond du Roussillon, où il passa l’hiver mais, le printemps à peine revenu, sa maladie s’aggrava, sa faiblesse devient extrême, il éprouvait des crises nerveuses qui l’étouffaient et c’est entouré des soins de sa sœur qu’il rendit le dernier soupir au début d’avril, vers 5 heures du matin. Pendant ses dernières années, il avait été un des plus ardents opposants aux restaurations de la cathédrale d’Évreux, par l’architecte diocésain du ministère des Cultes Denis Darcy, sous la direction de Viollet-le-Duc. La plupart de ses articles de revue ont été l’objet de tirages à part qui formeraient au moins trois gros volumes in-8°.